# Samozaposlitev
Samozaposlitev je oblika zaposlitve, v kateri posameznik dela zase namesto za delodajalca, ki mu izplačuje plačo. Samozaposleni zasluži svoj dohodek preko izvajanja dobičkonosne dejavnosti s trgovanjem ali s podjetjem, ki ga neposredno opravlja. Za razliko od lastnika podjetja je samozaposleni primarni ali edini izvajalec v svojem podjetju. 
Obstaja več vrst samozaposlitve. Najpogostejši obliki opravljanja pridobitne dejavnosti sta samostojni podjetnik in družba z omejeno odgovornostjo. Druge oblike samozaposlitve so znotraj osebnih družb, in sicer družba z neomejeno odgovornostjo, komanditna družba in tiha družba, v okviru kapitalskih družb pa delniška družba, komanditna delniška družba in evropska delniška družba. 

## Zaposlitev ali samozaposlitev?
Ekonomski modeli kažejo, da se zaposlitve med drugim razlikujejo v prihodkih, zahtevanem delu, vključenem tveganju in dovoljeni samostojnosti. Ljudje se razlikujejo v svojem odnosu do naštetih značilnosti zaposlitve, kar pojasnjuje, zakaj se nekateri ljudje odločijo za redno zaposlitev in drugi za samozaposlitev. 
Raziskave kažejo, da samozaposleni v povprečju zaslužijo več kot redno zaposleni. Samozaposlena oseba lahko sama upravlja s svojim denarjem in ob dohodnini uveljavlja olajšave (npr. za nakup domačega računalnika). Druge prednosti samozaposlenih pred redno zaposlenimi so, da prvi sami »krojijo« svojo usodo, lahko opravljajo delo, ki jih veseli, si sami določajo delovni čas, se srečujejo z različnimi položaji in izzivi, spoznavajo različne ljudi in imajo možnost, da si ustvarijo lasten ugled (npr. kot dobri podjetniki).
Obstaja pa tudi nekaj pomanjkljivosti samozaposlitve, kot so nezagotovljen redni dohodek, samostojno urejanje bolniških odsotnosti, pokojnine, poveča pa se tudi verjetnost podaljševanja delavnika in tako samozaposleni dela več ur na teden kot redno zaposleni. S tem je povezana  bolj neenakomerna razporeditev delovnih obveznosti in prostočasnih dejavnosti.

## Dejavniki, ki pojasnjujejo samozaposlenost med moškimi in ženskami
Samozaposlitev moških in žensk na dolgi in kratki rok pojasnjujejo makro-ekonomski faktorji. Moški pogosteje poudarjajo pomen standardnih ekonomskih dejavnikov, kot so ekonomsko stanje, dostop do kredita in ekonomska priložnost, ko razmišljajo o samozaposlitvi. Po drugi strani, ženske bolj poudarjajo socialne dejavnike, kot so ravnotežje med delom in življenjem, prilagodljivo delo, starševstvo, skrb za otroke in pomanjkanje samozavesti. BDP in cene nepremičnin v družbi imajo močnejši vpliv na samozaposlitev žensk. Nezaposlenost in nekateri drugi dejavniki zvišajo stopnjo samozaposlenosti pri moških, medtem ko na dolgi rok ločitev zniža verjetnost samozaposlitve pri ženskah. Torej tako ekonomski kot socialni dejavniki vplivajo na odločitve o samozaposlenosti žensk in moških, vendar na drugačne načine.

## Samozaposlenost in stališče do tveganja
V raziskavi so ugotavljali odnos med stališčem do tveganja in samozaposlitvijo. Uporabili so Ameriške podatke PSID (Panel Study of Income Dynamics), ki vključujejo informacije, ki se nanašajo na posameznikova stališča do finančnih tveganj. Ugotovili so, da je pripravljenost finančno tvegati pozitivno povezana z verjetnostjo samozaposlitve. Rezultati kažejo, da sta sedanji zaposlitveni status in trenutno stališče do tveganja nepovezana. Vendar pa pretekla stališča do tveganja statistično pomembno pozitivno vplivajo na sedanji zaposlitveni status in na verjetnost samozaposlitve v prihodnosti. Dokazali so tudi, da so posamezniki bolj nagnjeni k tveganju pri tistih dejavnostih, za katere se zaznavajo bolj sposobne

## Samozaposlitev in sreča na nacionalni ravni

### Individualna raven
Nekatere raziskave kažejo, da so samozaposleni srečnejši kot zaposleni. Biti sam svoj šef, imeti več časovne prilagodljivosti, nadzorovanje lastne prihodnosti in občutje svobode so konvencionalni argumenti v prid samozaposlenim. Kljub temu se samozaposleni soočajo z višjim tveganjem za neuspeh, višjo ravnjo stresa in so lahko prisiljeni v samozaposlitev zaradi nezaposlenosti.

### Nacionalna raven
Raziskovalci zatrjujejo, da lahko učinek sreče, ki jo doživljajo samozaposleni, učinkuje na celotno populacijo. To ustvari ozračje zaupanja, kar kaže, da družba ponuja svojim državljanom priložnost za lastni dosežek. Četudi se ljudje ne odločijo za samozaposlitev, imeti to možnost navadno velja za pot do povišanja individualnega blagostanja. 
V državah, ki so doživele hitro ekonomsko rast, se je hkrati povišal nivo življenjskega zadovoljstva. Po drugi strani stabilna ekonomska rast ni povišala ravni sreče v bogatih državah. 
Čeprav so bogatejše države povprečno srečnejše kot revnejše, preko določenega praga povprečni prihodek v državi predstavlja majhno razliko v povprečni sreči, o kateri poročajo njeni državljani.
V raziskavi so ugotovili negativni učinek samozaposlitve na srečo na nacionalni ravni. Z drugimi besedami, izkazalo se je, da ima samozaposlitev negativni neposredni vpliv na srečo. 
Mehanizem, ki podpira negativni učinek na srečo, je lahko posledica dejstva, da so države z nižjim nivojem sreče bolj prizadete zaradi brezposelnosti, kar zavira posameznike pri samozaposlovanju. Zdi se, da ta potreba po podjetništvu sproža nezadovoljstvo.

## Samozaposlitev in zadovoljstvo z delom: vloga samoučinkovitosti, depresivnosti in starosti
Raziskovalci so želeli ugotoviti, ali so samozaposleni delavci bolj zadovoljni s svojim delom v primerjavi z delavci, ki prejemajo redno plačo. 
Zadovoljstvo na delovnem mestu je povezano s pomembnimi organizacijskimi rezultati, kot so odsotnost z delovnega mesta, zamujanje, namere za prihodek, dejanski prihodek, delovna uspešnost, organizacijsko državljansko vedenje, izgorevanje, fizično in psihološko blagostanje in življenjsko zadovoljstvo. Po drugi strani, nezadovoljni delavci se bolj verjetno vključujejo v različne oblike neproduktivnih vedenj. Poleg tega lahko zadovoljstvo zaposlenih vpliva na večje zadovoljstvo strank v storitvenih industrijskih podjetjih.

### Samoučinkovitost
Samozaposlene in redno zaposlene lahko proučujemo tudi glede na raven zaznane samoučinkovitosti. Pojem samoučinkovitosti izvira iz teorije socialnega učenja in se nanaša na posameznikovo prepričanje v lastno sposobnost, da izvede določene naloge. Širše samoučinkovitost pomeni sposobnost nadzora nad svojim življenjem. Samoučinkovitost je povezana z zaznavo kompetentnosti in z zaznavo specifičnih vedenj, kot so tveganje, prepoznavanje priložnosti in vztrajnost.
Samoučinkovitost je pomemben napovednik izbire kariere. Posamezniki verjetneje razvijejo trajno zanimanje za dejavnosti, pri katerih se zaznavajo sposobne. Prav tako bolj sposobni posamezniki in tisti z večjo željo po zaslužku pogosteje izberejo samozaposlitev.
V primerjavi z drugimi, ljudje z visoko stopnjo zaznane samoučinkovitosti pogosteje doživljajo notranje zanimanje za dejavnosti, ki jih izvajajo, so bolj vztrajni ob spoprijemanju z ovirami in se na delovnem mestu bolj trudijo.
V raziskavi so dokazali, da so osebe, ki poročajo o višjem nivoju samoučinkovitosti, v povprečju bolj zadovoljne s svojim delom. Samozaposleni poročajo o višji samoučinkovitosti kot ostali. Del odnosa med zadovoljstvom z delom in samozaposlenostjo so pojasnili z relativno visoko samoučinkovitostjo med samozaposlenimi. 
Sposobnosti so zmožnosti posameznika, ki pripomorejo k njegovi produktivnosti na delovnem mestu in vključujejo prepoznavanje priložnosti , poslovno načrtovanje, ustvarjalno reševanje problemov, strateško trženje, finančno upravljanje, upravljanje človeških virov, vodenje in tehnike prepričevanja. Ženske z višjimi omenjenimi sposobnostmi dosledno pogosteje izberejo samozaposlitev kot ostale. 

### Depresivnost
Med pomembnimi značilnostmi in stanji, ki se povezujejo s samozaposlitvijo, je tudi depresivno razpoloženje in depresija. Malo verjetno je, da bodo posamezniki z depresijo izkoristili ponujeno priložnost in bodo posledično manj zastopani med samozaposlenimi. Prav tako se depresija povezuje z nižjo ravnjo zadovoljstva z delom. Raziskovalci so ugotovili, da depresivni posamezniki poročajo o nižjem zadovoljstvu z delom v primerjavi z ostalimi in da imajo samozaposleni manjšo verjetnost, da postanejo depresivni. Nižji nivo depresivnosti med samozaposlenimi pojasni del pozitivne povezave med zadovoljstvom z delom in samozaposlenostjo.

### Starost
Glede na visoko stopnjo neuspeha med novimi podjetji obstaja dober razlog za to, da samozaposleni veterani poročajo o večjem zadovoljstvu z delom kot na novo samozaposleni. Dokazi, ki se nanašajo na neuspeh malih podjetji, kažejo, da približno 40% novo samozaposlenim spodleti v času enega leta. Le manjšina samozaposlenih ostane samozaposlena več kot štiri leta. Prva leta so odločilna za lastnike manjših podjetij. Tisti, ki vztrajajo, se po vsej verjetnosti razlikujejo od tistih, ki se vrnejo v redno zaposlitev. Raziskovalci pričakujejo, da bodo ugotovili višjo stopnjo zadovoljstva z delom med starejšimi samozaposlenimi. Njihova raziskava pa ni potrdila hipoteze, da se samozaposleni veterani razlikujejo v zadovoljstvu s svojim delom od samozaposlenih novincev. Post-hoc analiza je pokazala, da je zveza med zadovoljstvom z delom in samozaposlenostjo med novo samozaposlenimi odvisna tako od kvantitete kot od kvalitete časa, vloženega v posel.

## Samozaposlitev in avtonomija
Posamezniki se soočajo z dilemo med višjo stopnjo avtonomije pri samozaposlenosti in povprečno višjim prihodkom, ki ga navadno ponuja tradicionalna zaposlitev. Mnogo novih podjetji propade kmalu po ustanovitvi in podjetništvo je kariera, ki v povprečju ne ponuja izboljšano finančno nagrajevanje v primerjavi z alternativnimi možnostmi. Avtorja  sta dokazala, da je, razen 25% podjetij z najvišjim zaslužkom, ostati zaposlen ali se vrniti v službo bolj smiselno z ekonomičnega vidika kot začeti z novim podjetjem. Posamezniki, ki prostovoljno in namerno preidejo iz zaposlenosti v samozaposlenost, morajo pridobiti nekaj v zameno za to, da se odrečejo prihodku. Običajna razlaga za to je avtonomija. 
Poleg vrednot in osebnostnih lastnosti, avtonomija in neodvisnost vodita do višjega zadovoljstva pri delu med samozaposlenimi. 
Samostojnost je navadno večja pri samozaposlitvi. S starostjo posameznika pa se njegova potreba po samostojnosti veča.
Potreba po avtonomnosti je povezana s tem, da se samozaposleni izogibajo omejevalnim okoljem. Samozaposleni so tisti, ki se raje samostojno odločajo, si postavljajo lastne cilje in razvijajo svoje načrte. Posamezniki z močno potrebo po avtonomiji se izogibajo omejitvam in pravilom ustanovljenih organizaciji in se zato pogosteje odločijo za samozaposlitev. 
Samozaposlitev predstavlja pomembno obliko samostojnosti, prav tako pa samozaposleni pridobijo več zadovoljstva od dela kot ljudje, zaposleni v organizacijah, ne glede na zasluženi prihodek ali število ur dela. Delo, ki zagotavlja več avtonomije, je bolj notranje motivirajoče za večino posameznikov kot tisto delo, ki je ne zagotavlja.
Raziskava je pokazala, da izmenjava med večjo avtonomijo in nižjim prihodkom zadostuje, da dobimo empirično opaženo pomanjkanje prihodka po zapustitvi delovnega mesta. Pokazala je tudi, kako omenjena izmenjava vpliva na to, kdaj bo posameznik pustil delovno mesto. Ugotovili so, da podjetniki, ki bolj cenijo avtonomijo, svoje redno delovno mesto zapustijo prej (in vsaj na začetku zaslužijo manj).